# Gynoplistia chalybeata
Gynoplistia chalybeata là một loài ruồi trong họ Limoniidae. Chúng phân bố ở miền Australasia.